# 806

## Родени
- Лудвиг II Немски, франкски крал

## Починали
- Тарасий, константинополски патриарх